# Dave Beasant
Dave Beasant, född 20 mars 1959. Är en engelsk före detta fotbollsspelare (målvakt). Under sin professionella karriär har han gjort 775 matcher. Han har bland annat spelat för Wimbledon, Newcastle United, Chelsea, Wolverhampton, Nottingham Forest, Tottenham, Wigan och Southampton. Han gjorde även två landskamper för England.
Beasant är kanske mest känd för sina år som förstemålvakt i Wimbledon. Under FA-cupfinalen 1988 mot Liverpool blev han den förste målvakten att rädda en straff i en FA-cupfinal då han räddade en straff slagen av John Aldridge. Wimbledon vann finalen med 1-0.